# Николас (округ, Западная Виргиния)
Округ Николас (англ. Nicholas County) располагается в США, штате Западная Виргиния. По состоянию на 2015 год, численность населения составляла 25 594 человек. Округ был образован в 1818 году. В Николасе находятся два города — Саммерсвилл и Ричвуд.

## Географическое положение
Округ Николас находится в центральной Западной Виргинии на Аллеганском плато. По данным Бюро переписи США, общая площадь округа равняется 1694 км², из которых 1676 км² суша и 18 км² или 1,2 % это водоёмы.

### Соседние округа
- Бракстон — север
- Уэбстер — северо-восток
- Гринбрайер — юго-восток
- Фейетт — юго-запад
- Клей — северо-запад
- Канова — запад

## История
Округ был официально образован 30 января 1818 года решением Генеральной ассамблеи Виргинии из частей округов Гринбрайер, Канова и Рандолф. Он был назван в честь американского политического и государственного деятеля, 19-го губернатора штата Виргиния Вильсона Николаса.

## Население
По данным переписи населения 2010 года на территории округа в 2010 году проживало 26 233 человек (из них 49,2 % мужчин и 50,8 % женщин), насчитывалось 10 938 домашних хозяйства и 7591 семья. На территории округа насчитывалось 13 064 жилых строений, при плотности застройки 7,7 строений на км². Расовый состав: белые — 98,4 %, афроамериканцы — 0,2 %, коренные американцы — 0,2 %, азиаты — 0,3 и представители двух и более рас — 0,9 %. Согласно переписи 2014 года в округе проживали 26 090 человек, из них 14,2 % имели английское происхождение, 14,5 % — немецкое, 10,1 % — американское, 1,6 % — польское, 19,2 % — ирландское.
Население округа по возрастному диапазону распределилось следующим образом: 21,2 % — жители младше 18 лет, 61,7 % — от 18 до 65 лет и 17,1 % — в возрасте 65 лет и старше. Средний возраст населения — 43,3 года. На каждые 100 женщин в округе приходилось 97,0 мужчин, при этом на 100 совершеннолетних женщин приходилось уже 94,2 мужчины сопоставимого возраста. В одиночестве проживали 26,5 % населения, 11,8 % составляли одинокие пожилые люди (старше 65 лет).
Из 10 938 домашних хозяйств 53,8 % представляли собой совместно проживающие супружеские пары (17,4 % с детьми младше 18 лет), в 10,7 % домашних хозяйств женщины проживали без мужей, в 4,8 % — мужчины проживали без жён, 30,6 % не имели семьи. В среднем домашнее хозяйство ведут 2,38 человек, а средний размер семьи — 2,85 человека.
В 2014 году из 21 499 трудоспособных жителей старше 16 лет имели работу 9889 человек. При этом мужчины имели медианный доход в 46 548 долларов США в год против 26 640 долларов среднегодового дохода у женщин. В 2014 году медианный доход на семью оценивался в 48 798 $, на домашнее хозяйство — в 38 755 $. Доход на душу населения — 22 674 $. 14,6 % от всего числа семей в Николасе и 19,3 % от всей численности населения находилось на момент переписи за чертой бедности.
Динамика численности населения:
|  |

### Населённые пункты
В округе Николас два города — Саммерсвилл (3572 человека) и Ричвуд (2051 человек), и семь статистически обособленных местностей — Бельва, Бирч-Ривер, Грейгсвилл, Дикси, Фенвик, Нетти и Тайога. 17211 человек (65,6 % населения округа) не проживают в зарегистрированных населённых пунктах.